# Rupatadyna
Rupatadyna (łac. rupatadinum) – wielofunkcyjny organiczny związek chemiczny, lek przeciwhistaminowy drugiej generacji. Wykazuje aktywność przeciw czynnikowi aktywującemu płytki (PAF). Jest stosowana jako lek zmniejszający objawy kataru siennego oraz pokrzywki.

## Mechanizm działania biologicznego
Rupatadyna jest wybiórczym, długodziałającym i bezpośrednim antagonistą receptora histaminowego H1. Aktywnymi metabolitami rupatadyny są desloratadyna i jej hydroksylowane pochodne. Rupatadyna wykazuje kompetencyjną aktywność wobec czynnika aktywującego płytki (PAF), natomiast nie wykazuje aktywności wobec acetylocholiny, serotoniny oraz receptorów leukotrienowych.

## Zastosowanie medyczne
- leczenie objawów sezonowego alergicznego nieżytu nosa i pokrzywki u dorosłych i młodzieży (w wieku powyżej 12 lat)[5]

## Działania niepożądane
Rupatadyna najczęściej może powodować następujące działania niepożądane u ponad 1% pacjentów: astenia, ból głowy, kserostomia, senność, zawroty głowy, zmęczenie.